# MPM-10
Pour les articles homonymes, voir Azur.
Le MPM-10 (acronyme pour « Matériel Pneumatique de Montréal 2010 ») ou Azur est un matériel roulant sur pneumatiques du métro de Montréal. Destiné à remplacer le MR-63, mis en service en 1966, il est commandé en 2008 par la Société de transport de Montréal (STM) à un consortium formé de Bombardier Transport et Alstom. La première rame a commencé à rouler dans le réseau le dimanche 7 février 2016.
Le choix de ces rames a fait l'objet d'une saga juridico-technique qui en a retardé la mise en service. Les rames MPM-10 ont pour particularité de ne pas avoir de séparation entre les voitures (rames boa) leur donnant une plus grande capacité et permettant le déplacement des usagers d'une voiture à l'autre.
Le contrat initial portait sur 52 rames de 9 voitures. Pour compenser le retard de la mise en service , la STM a reçu 2 trains supplémentaires. Le parc total s'élevait donc à 54 rames lors de la dernière livraison du train 54 en avril 2019.
La STM, avec l'aide financière du gouvernement du Québec, a effectué un avenant au contrat initial pour une commande de 17 trains supplémentaires à livrer entre 2020 et 2021 : 55 à 71. En novembre 2021, les 17 trains étaient livrés et le train 71 a roulé pour la première fois au début décembre,.

## Histoire
Arrivant bientôt à la fin de la vie utile des voitures MR-63 au milieu des années 2000, la Société de Transport de Montréal (STM) en négocia le remplacement avec le gouvernement du Québec dès 2005. La bataille pour un appel d'offres, menée par Alstom, commence dès juillet 2005 après les fuites concernant un possible marché de gré-à-gré avec Bombardier. Le débat tourne essentiellement sur la question de l'emploi locale, Bombardier étant un important constructeur québécois, Alstom promettant d'installer un centre de sécurité ferroviaire. Le 11 mai 2006, le gouvernement du Québec annonçait que Bombardier est la seule entreprise autorisée à discuter avec la STM en vue du renouvellement du matériel roulant dont la construction serait principalement faite dans leur usine St-Bruno et de La Pocatière, pour une livraison débutant en 2010. Cette annonce déclencha une série de rebondissements qui ont retardée la livraison des voitures de remplacement.

### Alstom intervient
La société française Alstom, exclue de la négociation, contre-attaqua en demandant à la Cour supérieure du Québec de se pencher sur le sujet et a requis le 11 mai 2007 une injonction pour faire cesser les discussions entre Bombardier et la STM afin de ne pas rendre son action en cour caduque. Après un premier revers d'Alstom en mai 2007, le tribunal entendit la demande principale en septembre 2007 et rendit une décision en faveur d'Alstom en janvier 2008,. Dès le lendemain Bombardier annonce une possible collaboration avec Alstom. Le 6 février 2008, le ministre du développement économique du Québec, Raymond Bachand, déclara que le gouvernement provincial ne ferait pas appel de la décision de la Cour supérieure et décidait d'aller en appel d'offres afin de ne pas retarder la livraison des rames,.

### Premier appel d'offres
À la suite de l'appel d'offres lancé en juillet 2008 une seule offre fut remise en décembre 2008 par le consortium formé par Bombardier et Alstom avec un prix total de 1,7 milliard $Can, incluant non seulement les 342 voitures mais également les pièces de rechange, l'outillage spécialisé et diverses options, dont 126 voitures pour le prolongement éventuel du métro. Les négociations finales commencent, en particulier sur le prix, l'estimation initiale du contrat par la STM étant de 1,2 milliard $Can, largement inférieure à la proposition du consortium. Selon un document du Ministère des Transports du Québec de février 2009, il était prévu en 2009-2010 une première tranche de 100 millions $Can pour l'acquisition de 336 voitures neuves en remplacement des vieilles MR-63. Cependant, les négociations pour l'entente finale retardèrent leur versement. Pour diminuer le coût par rame, les négociations entre la ville et le consortium menèrent à augmenter la commande, la STM décida de remplacer tout son matériel roulant, incluant les MR-73, et la commande passa à 765 voitures avec une option pour 288 additionnelles.  

### Second appel d'offres
La commande ayant profondément changé, la loi obligeait la STM à lancer, en janvier 2010, un avis international pour inciter des concurrents à se manifester.  Ce qui est le cas pour Siemens mais qui ne poursuivra pas. En revanche une entreprise  chinoise, Zhuzhou Electric Locomotive ainsi qu'une société espagnole CAF se positionnent. En avril 2010, l'offre chinoise était rejetée car proposant des voitures sur fer, celle de CAF fut considérée comme acceptable,. Le 13 juillet 2010, la STM annonçait que l'étude des experts sur la proposition de CAF lui permettait de soumissionner. La STM vota donc de lancer un nouvel appel d'offres international à l’automne pour le remplacement de toutes les rames du métro de Montréal (765 voitures avec des options d'achat pour 288 additionnelles). Le gouvernement du Québec décida de ne pas intervenir dans ce nouvel appel qui aurait pu entraîner des délais supplémentaires de un à deux ans, selon le président de la STM, alors que la livraison des premières voitures était déjà repoussée à 2012. 
En réaction, le consortium Bombardier-Alstom fit une demande d’annulation de cette décision le 17 août en Cour supérieure du Québec. Il allégua que CAF ne correspondait pas à la demande de vue capacité technique et que le rapport des experts de la STM était fautif. En effet, le consortium affirmait que l'expertise de ce fabricant, pour la production de voitures de métro roulant sur des pneumatiques, se limitait à deux contrats récents pour les métros de Mexico et de Santiago du Chili. Ceux-ci ne portaient que sur un faible nombre de voitures dont le dessin technique critique des bogies avait de toute façon été fait par Bombardier. De plus, CAF n'avait aucune installation au Canada et ne pourrait donc prétendre être capable de fournir le 60 % de contenu canadien exigé dans l’appel d’offres. Le consortium a été débouté le 30 juin 2010 dans un jugement du juge en chef adjoint de la Cour supérieure, André Wéry. Cette décision permettait à la STM de terminer son travail d’analyse de la manifestation d’intérêt de CAF et prendre la décision appropriée, incluant la possibilité de lancer un nouvel appel d’offres international.

### Intervention du gouvernement
Le 5 octobre 2010, précédant de peu le lancement de l'appel d'offres par la STM, le premier ministre Jean Charest a annoncé le dépôt d'un projet de loi pour l'acquisition de gré à gré des nouvelles voitures de Bombardier-Alstom. Projet de loi contenant notamment certains articles visant à limiter voire empêcher tout recours judiciaire des concurrents qui aurait pour but d'invalider le contrat conjoint. Invoquant l'urgence du remplacement, le gouvernement québécois a négocié un prix à la baisse de près de 1 million $Can par voiture avec le consortium. Le coût total du nouveau contrat s'élèverait à 1,41 milliard $Can pour 468 voitures. Les partis d'opposition se sont montrés sceptiques sur les motifs de cette décision de dernière minute qui semblait être plus électoraliste qu'économique, par la préservation d'emplois dans un comté électoral du parti au pouvoir.

### Commande est passée
C'est dans ces conditions que le contrat de matériel roulant de 1,2 milliard de dollars canadiens est passé en octobre 2010 pour une livraison allant de 2014 à 2018. Les nouvelles voitures porteront le nom de MPM-10 pour matériel pneumatique de Montréal acquis en 2010,. La première rame est dévoilée en 2012 et le prototype est livré en avril 2014 pour la phase de tests, mais de nouveaux retards sont annoncés. En janvier 2015, la production des rames est suspendue six mois à cause d'un problème de logiciel. Finalement après six autres mois de tests, le dimanche 7 février 2016 durant la matinée, la mise en service officielle des voitures Azur pour le service passager a lieu sur la ligne orange. Douze autres rames devraient les rejoindre d'ici la fin 2016.
Le 16 janvier 2017, les douze trains Azur sont retirés de la circulation pour une durée indéterminée, à la suite d'un incident survenu deux jours plus tôt qui aurait endommagé plusieurs voitures, dont des MR-73. Après avoir fait des tests, la STM  indiqua que l’accident du 14 janvier avait été causé par une force latérale provenant de l’usure des équipements des voies s'exerçant sur les frotteurs de contact électrique avec la voie et causant leur bris. Pour remédier au problème, la STM modifiera l’alliage des embouts de bronze des frotteurs des trains Azur, en optant pour la même composition que ceux des trains MR-73. Les rames furent remises en service graduellement.
En février 2018, la STM annonça qu'elle recevra deux trains (18 voitures) supplémentaires en guise de dédommagement pour le retard de livraison par le consortium Alstom-Bombardier, à la place d'un paiement d'une pénalité financière. Alors que la commande initiale était pour 468 voitures (52 trains), l'effectif final attendu est donc de 486 voitures (54 trains). Le déploiement de l'ensemble de la flotte de voitures MPM-10 est finalisé le 26 juin 2019.

### Addition au contrat
La STM, avec l'aide financière du gouvernement du Québec, a effectué un avenant au contrat initial pour une commande de 17 trains supplémentaires à livrer entre 2020 et 2021 : 55 à 71. En novembre 2021, les 17 trains étaient livrés et le train 71 à roulé pour la première fois au début décembre,.

## Parc
La numérotation des MPM-10 fait évoluer la logique des MR-63 et MR-73 en tenant compte du fait que chaque rame compte 9 voitures insécables.
La numérotation va de 10-01x à 10-71x où x correspond au numéro propre à chaque voiture d'une rame. Ainsi, 10-028 désigne la voiture 8 de la rame 02 et 10-711 désigne la voiture 1 de la rame 71.
| Ligne | Nombre de rames   | Configuration                                                          | Commentaires                                           |
| ----- | ----------------- | ---------------------------------------------------------------------- | ------------------------------------------------------ |
|       | 26 (234 voitures) | 10-..1, 10-..2, 10-..3, 10-..4, 10-..5, 10-..6, 10-..7, 10-..8, 10-..9 | Remplacent toutes les voitures MR-63 et quelques MR-73 |
|       | 45 (396 voitures) | 10-..1, 10-..2, 10-..3, 10-..4, 10-..5, 10-..6, 10-..7, 10-..8, 10-..9 | Remplacent toutes les voitures MR-73                   |

## Caractéristiques

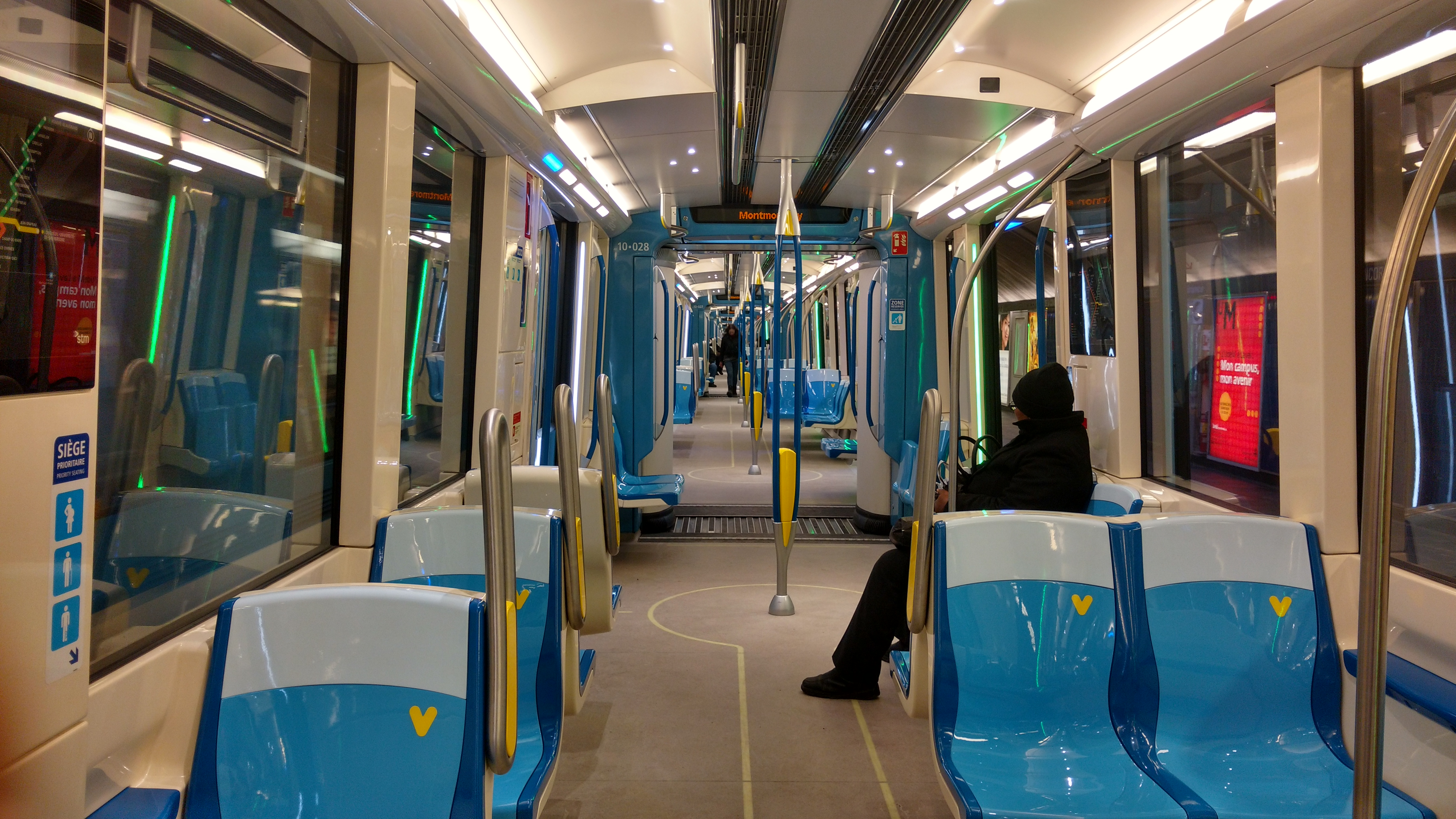
Vue intérieure

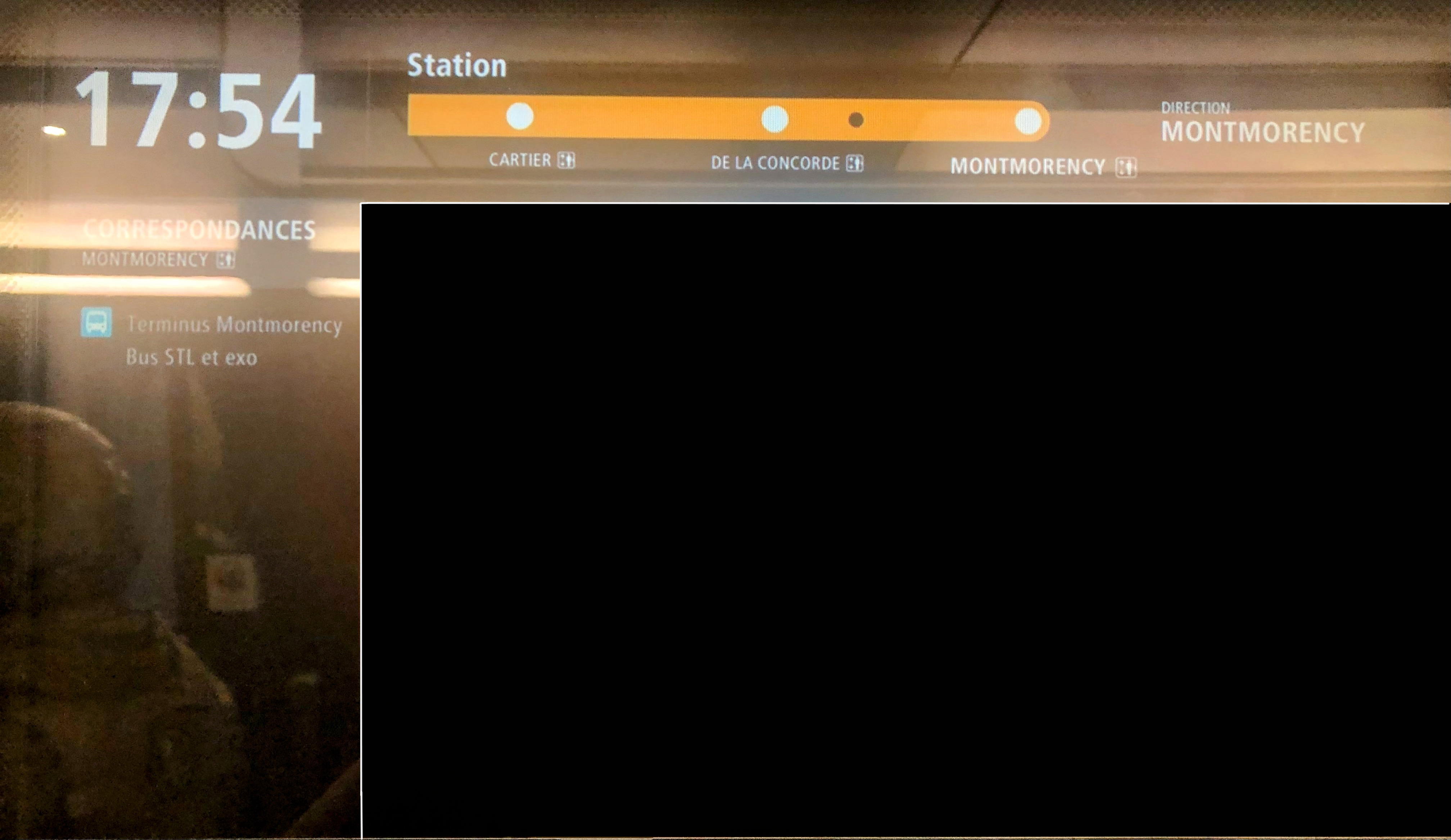
Écran d’information sur un MPM-10.

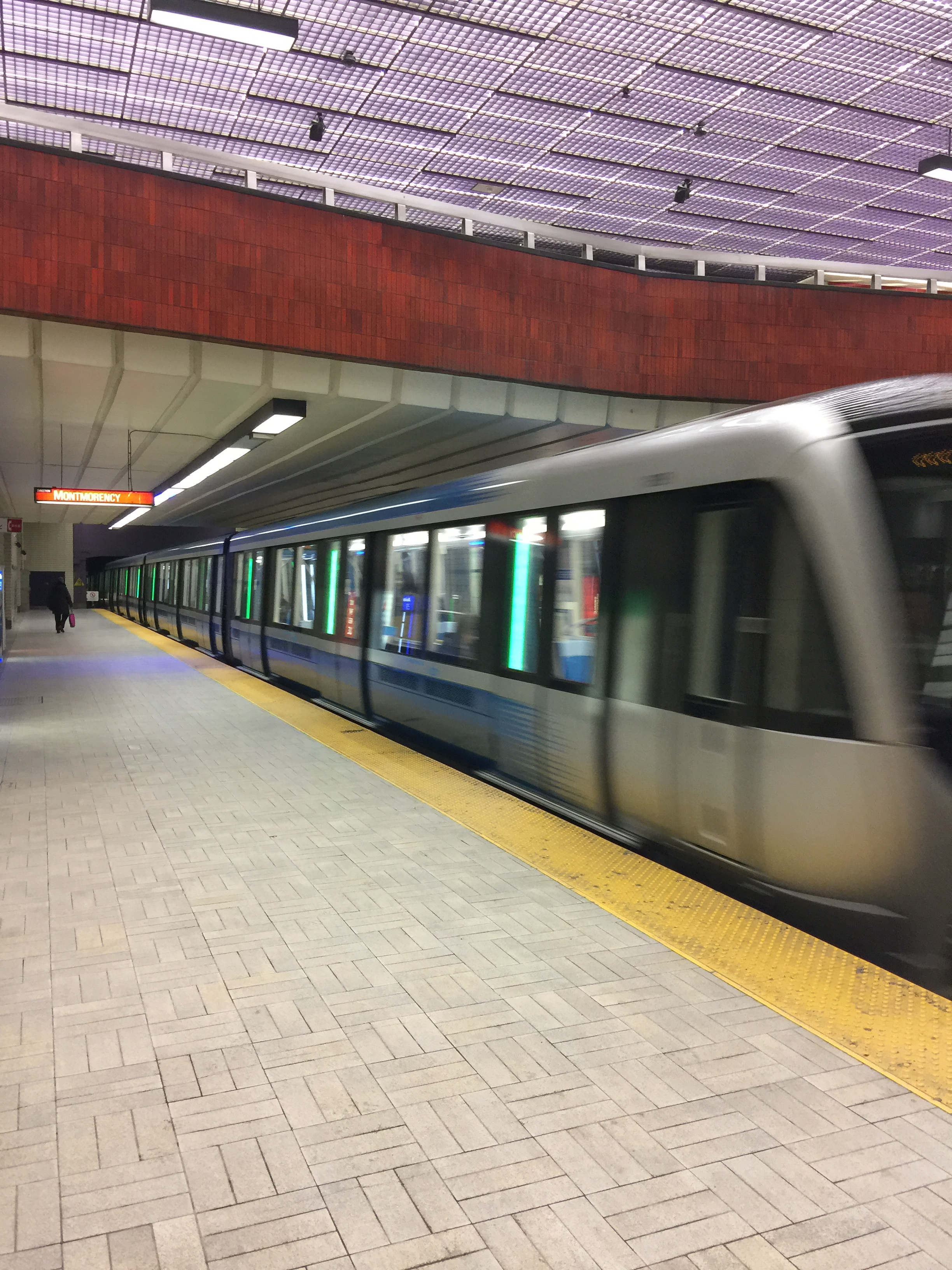
Azur (MPM-10) en fonction à la station Sherbrooke sur la ligne orange.

Les 639 nouvelles voitures sont réparties en 71 rames de 9 unités. Permettant aux passagers de passer d'une voiture à l'autre, contrairement à celles qu'elles remplacent, ces voitures verront augmenter le nombre maximal de passagers dans les rames,. Les voitures MPM-10 sont équipées d'une suspension pneumatique, de larges fenêtres et portes, en plus de laisser un espace pour les chaises roulantes. Les voitures d’extrémité ont 22 sièges fixes et deux strapontins, alors que les voitures intermédiaires sont équipées de 28 sièges fixes et de quatre strapontins. Les voitures d'extrémités ne sont pas motorisés contrairement aux voitures intermédiaires, la composition est donc la suivante (R = remorque et M = motrice) : R+M+M+M+M+M+M+M+R.
Ces voitures montées sur pneumatiques auront une vitesse de pointe de 72,4 km/h. Les voitures motrices sont équipées d’un système de propulsion et de freinage régénératif à haute efficacité énergétique.
Les rames sont équipés de bogies pneumatiques dérivés du MP 05 de la RATP et fournis par Alstom. Les rames sont équipés de moteurs asynchrones triphasés. Les équipements de traction sont basés sur des IGBT également fournis par Alstom. 
Les caractéristiques principales :
- Longueur totale d’un train de 9 voitures : 152,437 m ;
- Largeur des portes voyageurs (trois de chaque côté d'une voiture) : 1,650 m ;
- Hauteur des portes voyageurs : 1,950 m ;
- Largeur hors tout : 2,514 m.

Caractéristiques secondaires:
- Des déplacements fluides : train composé de neuf voitures pour une libre circulation d’une voiture à l’autre.
- Une capacité accrue : chaque train peut accueillir jusqu’à 8 % plus de voyageurs.
- Un système de ventilation avec ajustement selon la charge de chaque voiture.
- Des portes 27 % plus large : facilité d’embarquement et de débarquement; détection d’obstruction.
- Un aménagement selon les exigences de l’accessibilité universelle : plus de points d’appui mieux positionnés; contrastes et couleurs dosés pour mieux délimiter les objets.
- L’aménagement optimal et ergonomique des sièges.
- L’aménagement de la voiture d’extrémité : 22 sièges fixes; 2 strapontins; 2 espaces dédiés aux fauteuils roulants; appuis ischiatiques.
- L’aménagement de la voiture intermédiaire : 28 sièges fixes; 4 strapontins.
- Une sonorisation haut de gamme : environnement acoustique pour minimiser le bruit ambiant.
- Une fenestration à effet panoramique et film protecteur contre les graffitis et les scratchettis.
- L’éclairage repensé : lumière indirecte favorisant une meilleure ambiance.
- Une suspension sur pneumatique : roulement plus doux, sans vibration.
- Un sentiment de sécurité accrue : 3 fois plus d’interphones; pas de chute possible entre 2 voitures; 4 caméras de surveillance continue.